# Знаменито место Бранковина
Знаменито место Бранковина је познато по истакнутим историјским личностима из фамилије Ненадовића, који су рођени, живели, стварали и сахрањени код сеоске цркве. Као просторна, историјска и културна целина Бранковина спада у споменике културе од изузетног значаја.

## Лоза Ненадовића
Ненадовићи воде порекло од српског племена Бањани, из херцеговачког Бирча код Никшића (Стара Херцеговина). Својим учешћем и ангажовањем за време Устанака у Србији почетком 19. века, оставили су трага у борби против Турака и формирању младе државе.
На челу великана из лозе Ненадовића стоји кнез Алекса Ненадовић погубљен у чувеној сечи кнезова 1804. године, а за њим следе господар Јаков, брат Алексин био је истакнути вођа првог српског устанка, Прота Матеја Ненадовић, син Алексе био је Карађорђев први дипломата, совјетник и војвода, војвода Јефрем Ненадовић син Јаковљев, Сима Ненадовић син кнеза Алексе био је најшколованији и најмлађи војвода првог устанка, песник Љубомир Ненадовић, син Проте Матеје.

## Положај Бранковине
На 11 километара од Ваљева, крај пута за Шабац, налази се знаменито место Бранковина по заслужним личностима, њиховим споменицима и задужбинама јединствена је просторна, културна и историјска целина. Иако се убраја међу најстарија села ваљевског краја, у српску историју улази током 18. века, војевањем кнеза Алексе Ненадовића у аустро-турском рату. Саставни део спомен комплекса Бранковина чине: црква са старим гробљем, црквеном кућом, портом и столетним дрвећем, стара школска зграда, вајат Љубе Ненадовића, собрашице, судница и нова школа, познатија као Десанкина школа. Овде је одрасла српска песникиња Десанка Максимовић, чији је отац Михајло Максимовић био учитељ.

## Споменички комплекс Бранковина
Споменички комплекс обухвата, у порти поред цркве Светих арханђела (саграђене 1830. ктиторством Матије Ненадовића) и споменике народног градитељства, међу којима се издвајају 4 собрашице и вајат Љубе Ненадовића, смештен у дворишту једне од најстаријих школа у Србији, саграђене залагањем проте Матије 1834. године. Ту је и школа подигнута 1895. године, у којој је учила песникиња Десанка Максимовић. У порти храма налазе се гробови породице Ненадовић, заслужне како за историју овог краја тако и за ток најзначајнијих догађаја на почетку 19. века, као и споменик ратницима околних села, палим у ослободилачким ратовима 1912.-1918, са ликом краља Петра I Карађорђевића. Овде је одрасла и увек се враћала Десанка Максимовић, која је сахрањена код бранковинске цркве. Сваке године њој у част на дан рођења, 16. маја, у Бранковини се додељује Награда Десанка Максимовић, признатим песницима из Србије

## Бранковина у слици
- Црква Светих Арханђела
- Црква
- Гроб Десанке Максимовић
- Спомен соба Десанке Максимовић
- Црквена порта
- Улаз у школско двориште
- Нова школа (Десанкина школа)
- Зграда са подрумом
- Стара школа
- Учионица
- Учионица
- Учионица
- Вајат Љубе Ненадовића
- Унутрашњост вајата
- Споменик ратницима 1912-1918.
- Гробови породице Ненадовић
- Гробови породице Ненадовић
- Поглед на школско двориште из порте цркве
- Кућа
- Зграде у порти цркве
- Собрашице у порти цркве
- Собрашице
- Гроб Десанке Максимовић